# Sucking in the Seventies
Sucking in the Seventies er det fjerde officielle opsamlingsalbum fra The Rolling Stones, og det blev udgivet i 1981. Det var efterfølgeren til Made in the Shade fra {1975), og indeholdt materiale fra It's Only Rock 'n' Roll (1974) til Some Girls (1978).
Mange af numrene til album blev enten remixet eller genindspillet, og nogle sjældne sange blev tilføjet. ”Everything Is Turning To Gold”  var tidligere udgivet som b-siden til "Shattered" sent i 1978, og kun i USA. "If I Was A Dancer (Dance Pt. 2)" findes der en længere remixet udgave på Emotional Rescue [til trods for titlen], og "When The Whip Comes Down" er at finde som en udgivet live version. 
Interessant er det dog at den ikke indeholder "Miss You", som var et stort hit i den periode albummet dækker.
Sucking in the Seventies blev udgivet i foråret 1981, mens Tattoo You var ved at være blive lavet færdigt, og albummet fik en 15. plads i USA (hvor den solgte guld), men kom ikke på nogle charts i England. 

## Spor
- Alle sangene er skrevet af Mick Jagger and Keith Richards udtaget hvor andet er påført.

1. "Shattered" – 3:46 
  -  Fra Some Girls.
2. "Everything Is Turning To Gold" (Mick Jagger/Keith Richards/Ron Wood) – 4:06 
  -  B-side til ”Shattered”.
3. "Hot Stuff" – 3:30 
  -  Fra Black and Blue.
4. "Time Waits for No One" – 4:25 
  -  Fra It's Only Rock 'n' Roll.
5. "Fool to Cry" – 4:07 
  -  Fra Black and Blue.
6. "Mannish Boy" (Ellas McDaniel/Mel London/McKinley Morganfield) – 4:38 
  -  Fra en live koncert.
7. "When the Whip Comes Down (Live Version)" – 4:35 
  -  Optaget live i Detroit den  6. juli 1978.
8. "If I Was A Dancer (Dance Pt. 2)" (Mick Jagger/Keith Richards/Ron Wood) – 5:50
9. "Crazy Mama" – 4:06
10. "Beast of Burden" – 3:27